# محمود البحراني
محمود مكي سلمان إبراهيم البحراني سياسي ورجل أعمال بحريني. عضو في مجلس النواب من 12 ديسمبر 2018 عن الدائرة الثانية عشرة في محافظة الشمالية.

## السيرة الذاتية
تخرج البحراني من الجامعة الأهلية. في عام 2015 أسس شركة مسكن للتطوير العقاري.
في عام 2018 قرر الترشح لعضوية مجلس النواب عن الدائرة الثانية عشرة في محافظة الشمالية. في الجولة الأولى التي أقيمت في 24 نوفمبر 2018 حصل على 1953 صوت بنسبة 31.90% مما استوجب إقامة جولة ثانية في 1 ديسمبر حيث استطاع التغلب على منافسته مريم مدن بحصوله على 2590 صوت بنسبة 56.49%.